# Edict van Milaan
Het Edict van Milaan is mogelijk een edict geweest dat door Constantijn de Grote en Licinius in februari 313 werd uitgevaardigd in Milaan. Hoewel Constantijn en Licinius de situatie van christenen zeker hebben besproken, wordt het bestaan van dit edict door sommige historici verworpen. Het eventuele edict is niet bewaard gebleven. Wat lang voor het edict werd aangezien, is een diplomatieke brief van Licinius gericht aan de stadhouders van het oosten van het Romeinse Rijk. 

## Toelichting

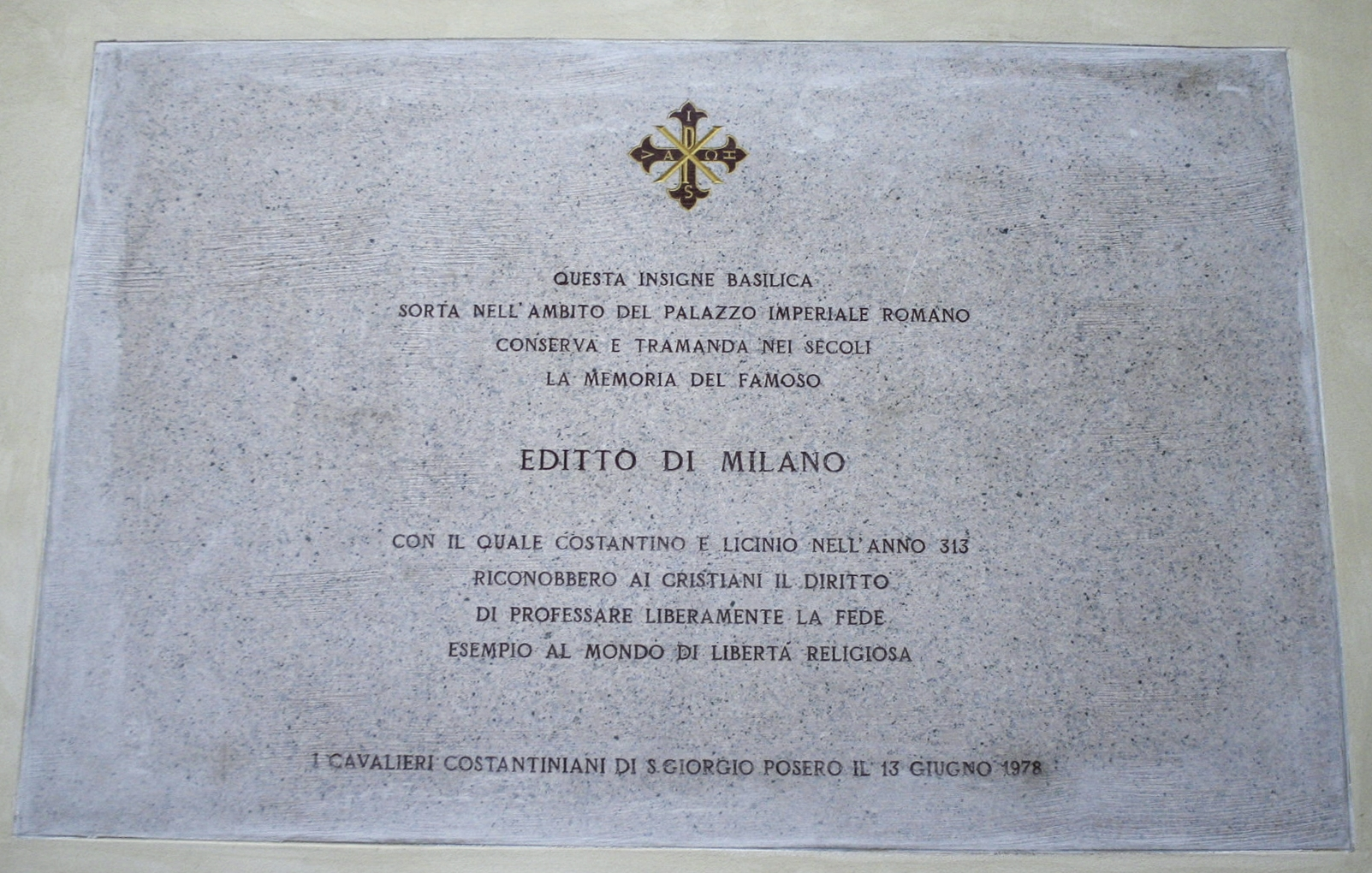
Plaquette uit 1978 in de San Giorgio al Palazzo in Milaan ter herinnering aan het Edict

In dit decreet, dat eerder het karakter van een rescript (diplomatieke brief) had, bekrachtigde Licinius dat er in het Romeinse Rijk voortaan de vrijheid van godsdienst ingang vond. Er staat in vermeld dat de Romeinse burgers vrij zijn zelf hun religie te kiezen en hem zonder belemmering vrij kunnen belijden. Licinius beschermde daardoor eerder de niet-christelijke religies. Het christendom had die bescherming na het Edict van Nicomedia, twee jaar eerder, niet meer nodig. Verbale agressie of iconoclasme van pagane beelden door christenen kwam al langer voor. 
Het rescript bekrachtigde formeel het einde van de christenvervolgingen, die in 305 of 306 in West-Europa waren beëindigd en in 311 in de oostelijke rijkshelft. Het initiatief voor deze bekrachtiging ging uit van Licinius. Het zou later toegeschreven worden aan Constantijn de Grote, die als overwinnaar uit hun tweestrijd was gekomen en het edict in 312 had ondertekend uit collegialiteit.
De originele tekst zelf is niet bewaard gebleven, maar Lactantius haalt er in zijn boek De mortibus persecutorum (hoofdstuk 38 en 45) grote delen van aan. Onder meer staat erin dat alle bezittingen, gebouwen en grond die de christelijke gemeenschap ontnomen waren, teruggegeven zullen worden. De verdere inhoud van het decreet, dat uitgevaardigd werd onder het pontificaat van paus Miltiades, komt deels overeen met Galerius' uit 311 stammende Edict van Nicomedia.

## Aanvang van de brief
De Latijnse tekst is ons bekend via Lactantius die hem opnam in zijn boek over de christenvervolgers. De Griekse versie raakte verspreid in vertaling door Eusebius in zijn Kerkgeschiedenis.
De aanhef van de brief luidt als volgt:
"Toen wij, Constantinus Augustus (dit is Constantijn de Grote) en Licinius Augustus, op Onze gelukkige bijeenkomst in Mediolanum alles wat het belang en de veiligheid van de staat betreft in ogenschouw namen, hebben Wij overwogen dat onder de dingen die de meeste mensen tot voordeel strekken voor alles de verering van de Godheid geregeld moet worden. Daarom hebben wij aan de christenen en aan alle andere mensen de vrijheid geschonken om die godsdienst uit te oefenen die ieder voor zich verkiest. Welke Godheid er ook moge zetelen in de hemel, moge Hij daarom tevredengesteld en goed gezind zijn jegens Ons en allen die zich onder Ons gezag bevinden. Wij hebben dan ook na heilzame en correcte overweging gemeend dit als een gelegenheid te beschouwen die Wij niemand mogen ontzeggen, of hij nu zijn geest richt op de religie der christenen of op de religie die hij voor zichzelf de meest geschikte acht, zodat de Hoogste Godheid Dien wij in de vrijheid van onze geest dienen, in alles Zijn gewone gunst en welwillendheid kan verlenen.

Een wanneer u (de stadhouder) inziet dat deze vrijheid door Ons aan deze mensen (de christenen) geschonken is, begrijpt uwe toegewijdheid dat op gelijke wijze ook aan anderen, in overeenstemming met de vrede van onze tijd toestemming is verleend om hun eigen religie en eredienst openlijk en in vrijheid uit te oefenen. Wij hebben dat besloten opdat geen enkele cultus of religie door Ons toedoen zou kunnen schijnen tekort te zijn gedaan."